# Pieter Borm
Pieter Borm, auch Pieter Born, (tätig zwischen 1650 und 1682 in Delft) war ein holländischer Maler des sogenannten Goldenen Zeitalters.

## Leben und Werk
Über Herkunft, künstlerische Ausbildung und das Leben Pieter Borms ist kaum etwas bekannt. Die frühste derzeit bekannte Erwähnung seiner Person stammt aus dem Jahr 1652, in der er unter dem Namen Pieter Born als Mitglied der Delfter Lukasgilde geführt wird. Obwohl er in den Gildebüchern immer mit dem Namen Born verzeichnet ist, zum letzten Mal 1682 als Hooftman, schrieb er selbst seinen Namen als Borm. Möglicherweise ist er mit jenem Pieter Born identisch, der eine Zeit lang in der Werkstatt des flämischen Malers Anthonis van Dyck gearbeitet haben soll.
Sein künstlerisches Schaffen liegt weitgehend im Dunkeln. Derzeit wird lediglich eine mit P. Bo(rm?) signierte Darstellung der Flora mit ihm in Verbindung gebracht. Das 35 × 28 cm große, auf Holz gemalte Ölbild befindet sich derzeit im Besitz der Sammlung I. S. Zilbershtein in Moskau und wird seit 1985 als Dauerleihgabe im Puschkin-Museum (Inv.-Nr.: МЛК ЖЗ-11) ausgestellt. Aufgrund der fehlenden Datierung oder anderer Werke des Künstlers kann die Entstehungszeit des Bildes nur allgemein stilistisch in der späteren zweiten Hälfte des 17. Jahrhunderts vermutet werden. Aus künstlerischer Sicht muss es sich bei dem Maler des Bildes um einen erfahrenen und geschickten Meister gehandelt haben.